# El Mabrouk (Djiguenni)
El Mabrouk è uno dei sette comuni del dipartimento di Djiguenni, situato nella regione di Hodh-Charghi in Mauritania. Nel censimento della popolazione del 2000 contava 5.838 abitanti.